# Hvalsø Kommune
Hvalsø Kommune i Roskilde Amt blev dannet ved kommunalreformen i 1970. Ved strukturreformen i 2007 blev den indlemmet i Lejre Kommune sammen med Bramsnæs Kommune.

## Tidligere kommuner
Hvalsø Kommune blev dannet ved sammenlægning af 2 sognekommuner:
| Kommune        | Folketal 1. januar 1970 | Byer                                   |
| -------------- | ----------------------- | -------------------------------------- |
| Hvalsø-Særløse | 2.711                   | Kirke Hvalsø                           |
| Såby-Kisserup  | 1.890                   | Kirke Såby, Torkilstrup og Vester Såby |
| I alt          | 4.601                   |                                        |

## Sogne
Hvalsø Kommune bestod af følgende sogne, alle fra Voldborg Herred:
- Hvalsø Sogn
- Kisserup Sogn
- Såby Sogn
- Særløse Sogn

## Borgmestre[2]
| Periode   | Navn             | Parti             |
| --------- | ---------------- | ----------------- |
| 1970-1982 | Kristian Nielsen | Socialdemokratiet |
| 1982-1990 | Ole Jørgensen    | Venstre           |
| 1990-1998 | Hilmer Fenger    | Socialdemokratiet |
| 1998-2006 | Virginia Holst   | Venstre           |